# Frank B. Willis
Frank B. Willis (Lewis Center, 1871. december 28. – Delaware, 1928. március 30.) az Amerikai Egyesült Államok szenátora (Ohio, 1921–1928).